# シングル・コレクション (ザ・ロンドン・イヤーズ)
『シングル・コレクション (ザ・ロンドン・イヤーズ)』(Singles Collection: The London Years)は、1989年にリリースされたローリング・ストーンズのアルバムで、表題のとおりロンドンレコード在籍時に発表されたシングルを集めたCD3枚組の作品である。ロンドン時代の全シングル曲が収録されており、B面の曲もほぼ網羅している（但し、全てが純然たるシングル・ヴァージョンでない）。また、『メタモーフォシス』所収の曲など、幾つかは本作で初CD化という曲も含まれている。

## 収録曲

### ディスク1
1. カム・オン - Come on
2. アイ・ウォント・トゥ・ビー・ラヴド - I Want to Be Loved
3. 彼氏になりたい - I Wanna Be Your Man
4. ストーンド - Stoned
5. ノット・フェイド・アウェイ - Not Fade Away
6. リトル・バイ・リトル - Little by Little
7. イッツ・オール・オーヴァー・ナウ - It's All Over Now
8. グッド・タイムズ・バッド・タイムズ - Good Times, Bad Times
9. テル・ミー - Tell Me
10. 恋をしようよ - I Just Want to Make Love to You
11. タイム・イズ・オン・マイ・サイド - Time is on My Side
12. コングラチュレーションズ - Congratulations
13. リトル・レッド・ルースター - Little Red Rooster
14. オフ・ザ・フック - Off the Hook
15. ハート・オブ・ストーン - Heart of Stone
16. ホワット・ア・シェイム - What a Shame
17. ラスト・タイム - The Last Time
18. プレイ・ウィズ・ファイア - Play with Fire
19. サティスファクション - (I Can't Get No) Satisfaction
20. ウエスト・コーストの宣伝屋 - The Under Assistant West Coast Promotion Man
21. クモとハエ - The Spider and the Fly
22. 一人ぼっちの世界 - Get Off of My Cloud
23. アイム・フリー - I'm Free
24. シンガー・ノット・ザ・ソング - The Singer Not the Song
25. アズ・ティアーズ・ゴー・バイ - As Tears Go by

### ディスク2
1. ゴッタ・ゲット・アウェイ - Gotta Get Away
2. 19回目の神経衰弱 - 19th Nervous Breakdown
3. サッド・デイ - Sad Day
4. 黒くぬれ! - Paint It, Black
5. ステュピッド・ガール - Stupid Girl
6. ロング,ロング・ホワイル - Long Long While
7. マザーズ・リトル・ヘルパー - Mother's Little Helper
8. レディ・ジェーン - Lady Jane
9. マザー・イン・ザ・シャドウ - Have You Seen Your Mother, Baby, Standing in the Shadow?
10. フーズ・ドライヴィング・ユア・プレーン - Who's Driving Your Plane?
11. 夜をぶっとばせ - Let's Spend the Night Together
12. ルビー・チューズデイ - Ruby Tuesday
13. この世界に愛を - We Love You
14. ダンデライオン(たんぽぽ) - Dandelion
15. シーズ・ア・レインボー - She's a Rainbow
16. 2000光年のかなたに - 2000 Light Years from Home
17. イン・アナザー・ランド - In Another Land
18. ランターン - The Lantern
19. ジャンピン・ジャック・フラッシュ - Jumpin' Jack Flash
20. チャイルド・オブ・ザ・ムーン - Child of the Moon

### ディスク3
1. ストリート・ファイティング・マン - Street Fighting Man
2. ノー・エクスペクテーションズ - No Expectations
3. サプライズ,サプライズ - Surprise, Surprise
4. ホンキー・トンク・ウィメン - Honky Tonk Women
5. 無情の世界 - You Can't Always Get What You Want
6. メモ・フロム・ターナー - Memo from Turner
7. ブラウン・シュガー - Brown Sugar
8. ワイルド・ホース - Wild Horses
9. アイ・ドント・ノウ・ホワイ - I Don't Know Why
10. トライ・ア・リトル・ハーダー - Try a Little Harder
11. アウト・オブ・タイム - Out of Time
12. ジャイヴィング・シスター・ファニー - Jiving Sister Fanny
13. 悪魔を憐れむ歌 - Sympathy for the Devil